# Lepisiota frauenfeldi
Lepisiota frauenfeldi är en myrart som först beskrevs av Mayr 1855.  Lepisiota frauenfeldi ingår i släktet Lepisiota och familjen myror.

## Underarter
Arten delas in i följande underarter:
- L. f. aegyptiaca
- L. f. atlantis
- L. f. barbara
- L. f. bipartita
- L. f. ferganica
- L. f. frauenfeldi
- L. f. integra
- L. f. kantarensis
- L. f. kassansai
- L. f. libanica
- L. f. marocana
- L. f. opaciventris
- L. f. pubescens
- L. f. saharensis
- L. f. surchanica
- L. f. truncata
- L. f. variabilis
- L. f. velox

## Bildgalleri

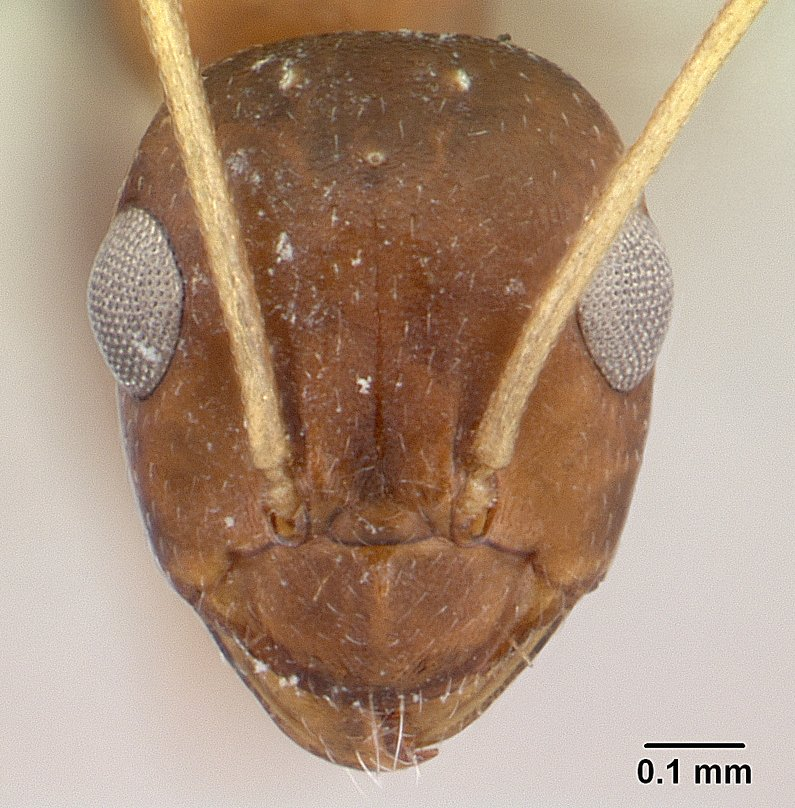
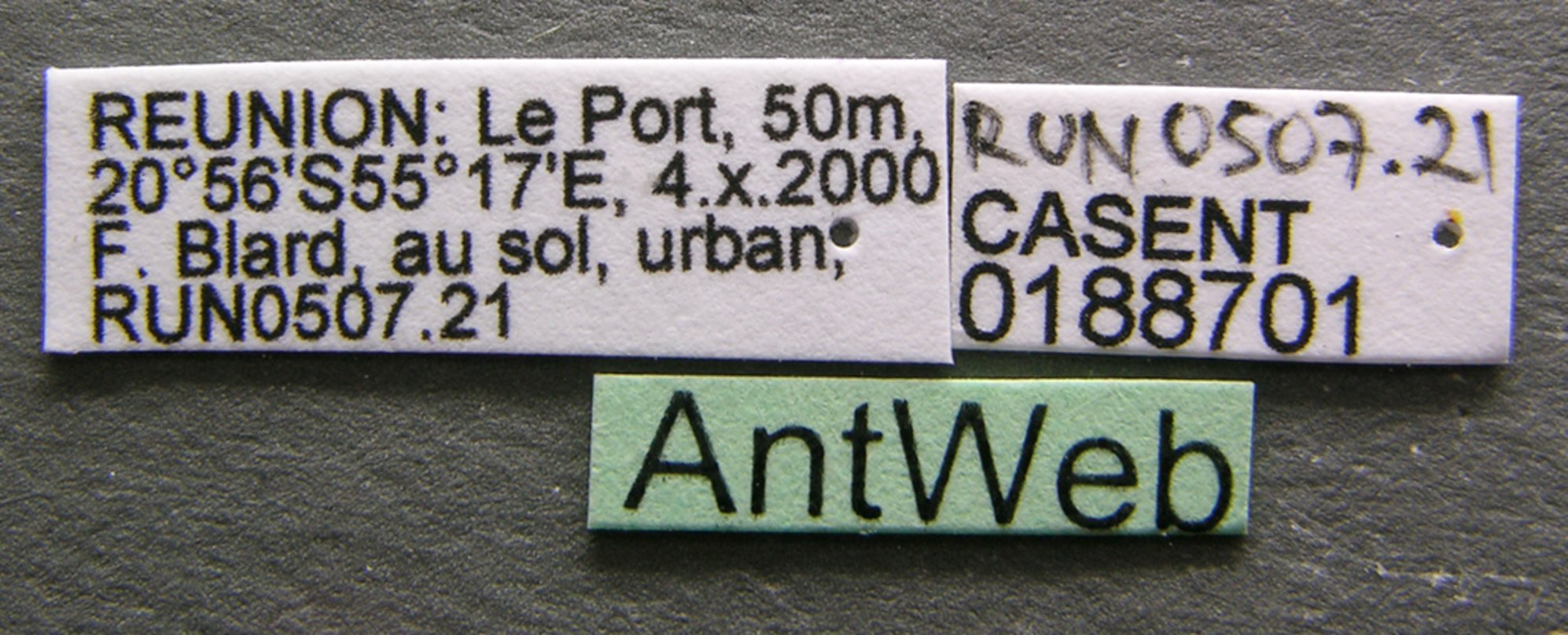
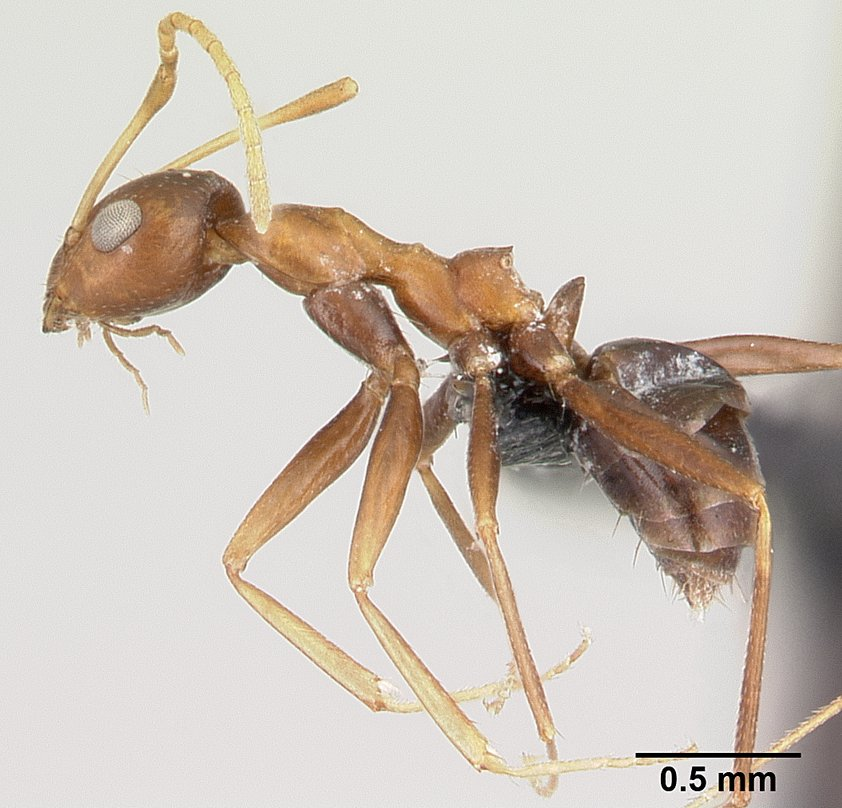